# Det Kristne Gymnasium
Det Kristne Gymnasium (i daglig tale blot "KG") er et privat gymnasium beliggende i Ringkøbing.
Det ligger på Vasevej sammen med de øvrige ungdomsuddannelser i byen, dvs. Ringkøbing Gymnasium og Ringkøbing Handelsskole. Det Kristne Gymnasium blev oprettet i 1979 og har ca. 207 elever. På den tilhørende kostafdeling bor 154 af skolens elever.
I følge analyser fra Dansk Erhverv, var Det Kristne Gymnasium Danmarks bedste gymnasium i forhold til at løfte elevernes karakterer i både 2014, 2015 og 2016.

## Historie
Det Kristne Gymnasium har haft elever siden sin oprettelse i 1979. Gymnasiets historie begynder nogle år tidligere, hvor en arbejdsgruppe satte sig for at undersøge mulighederne for at rejse et kristent skolecenter. Undervejs i processen skete der flere opbremsninger. Trods stor lokalpolitisk opbakning var Undervisningsministeriet meget henholdende med at give tilladelse til oprettelsen, og senere trak statstilskuddet til byggeriet længe ud. Men seks måneder før skolestart, blev planerne om Det Kristne Gymnasium sat i værk.
Det første år var i høj grad præget af ufærdiggjorte bygninger og skolens økonomi var særdeles stram. Gennem årene har elevsøgningen været svingende hvilket selvfølgelig har præget skolens økonomi. Men i forbindelse med en ny tilskudsordning i slutningen af 80'erne ændres de økonomiske vilkår så meget, at der blev plads til opsparing og senere byggeri af en ny idrætshal. De senere år har skolen gennemgået yderligere renoveringer og byggerier for at holde trit med nye behov. Skolen fik i efteråret 2012 istandsat spisesalen, så den nu fremstår lys og moderne. Skolen har renoveret alle klasselokaler. Skolen har pga. større elevinteresse valgt at udvide og har derfor netop færdigbygget et ekstra hus til kollegiet.

## Studieretninger
Gymnasiet tilbyder nedenstående studieretninger (2018). Alle studieretningerne bliver dog ikke med sikkerhed oprettet da de kræver en vis mængde tilmeldte elever.
1. Matematik A – Fysik B
2. Matematik A - Fysik A - Kemi B
3. Matematik A – Samfundsfag B.
4. Engelsk A – Samfundsfag B.
5. Engelsk A – Spansk A - Tysk B.
6. Musik A - Engelsk A
7. Musik A - Matematik A

Uanset studieretning har skolens elever følgende obligatoriske fag:
Dansk A, Historie A, Religion C, Engelsk B, Idræt C, Oldtidskundskab C, 2. sprog (Tysk B/spansk A) Matematik C, Fysik C, Samfundsfag C, Biologi C, Mediefag eller Musik C.
Desuden har alle elever på KG alle tre år faget kristendom én time om ugen

## Karakterer
Det Kristne Gymnasium har gennem en årrække ligget på top 10 på Danmarks karakterlister. Nedenfor ses skolens karaktergennemsnit for perioden 2008-2012. [kilde mangler]
- Eksamen 2008: 7,8.
- Eksamen 2009: 7,5.
- Eksamen 2010: 7,7.
- Eksamen 2011: 7,98.
- Eksamen 2012: 7,13.
- Eksamen 2014: 8,07
- Eksamen 2015: 8,3
- Eksamen 2016: 7,75
- Eksamen 2017: 8,32
- Eksamen 2018: 7,8
- Eksamen 2019: 8,11
- Eksamen 2020:
- Eksamen 2021:

## Rektorer
- 1979–2004: Mogens Kappelgaard
- 2004-2020: Karsten Hauge Mortensen
- Siden 2020: Jacob Daniel Leinum [5]